# Zodiolestes
Zodiolestes es un género extinto de mamífero mustélido, que vivió durante el Mioceno en América del Norte hace entre 20,43 y 15,97 millones de años aproximadamente. Se han encontrado fósiles en Florida, Nebraska y Wyoming.

## Taxonomía
El género fue descrito por primera vez por E. S. Riggs en 1942, que lo identificó el género hermano Promartes y al mismo tiempo, lo asignó a la familia Procyonidae. En 1998 fue asignado a la subfamilia Oligobuninae de la familia Mustelidae. Se han identificado dos especies en el género: Z. daimonelixensisy Z. freundi.